# Wojciech Korfanty
Wojciech Korfanty (IPA: [ˈvɔjt͡ɕɛx kɔrˈfantɨ]; tên khai sinh Adalbert Korfanty; 20 tháng 4 năm 1873 - 17 tháng 8 năm 1939) là một nhà hoạt động, nhà báo và chính trị gia người Ba Lan. Ông từng là thành viên của Hạ viện Đế Quốc Đức, Hạ viện Phổ, và sau đó là Hạ viện Ba Lan. Ông cũng là một nhà lãnh đạo bán quân sự, được biết đến với việc tổ chức các cuộc Khởi nghĩa Silesia ở Thượng Silesia tại Ba Lan, nơi đã bị Đức và Ba Lan tranh giành sau Thế chiến I. Korfanty đã đấu tranh để bảo vệ quyền lợi của người Ba Lan trước sự phân biệt đối xử của người Đức cũng như các chính sách Đức hóa ở Thượng Silesia. Ông cũng được biết đến nhiều nhờ những nỗ lực để giúp Silesia sát nhập vào Ba Lan sau khi Ba Lan giành lại độc lập.

## Đầu đời
Korfanty là con trai của một người thợ khai thác than ở Sadzawka, thuộc vùng Siemianowice (vào thời điểm đó là Laurahütte) của tỉnh Silesia của nước Phổ, sau đó là Đế quốc Đức. Từ năm 1895 đến năm 1901, ông theo học các ngành triết học, luật và kinh tế tại Đại học Kỹ thuật ở Charlottenburg (Berlin) và Đại học Breslau, nơi có Werner Sombart, một nhà Marxist, là giáo viên của ông. Korfanty và Sombart sau đó là bạn của nhau trong nhiều năm.

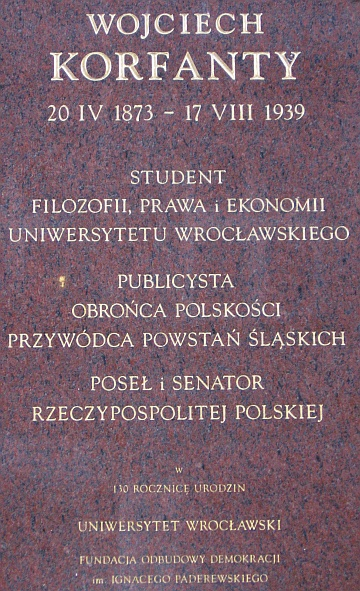
Một tấm bảng do Đại học Wrocław dành tặng để kỷ niệm 130 năm ngày sinh của Korfanty vào năm 2003. Văn bản viết: Sinh viên triết học, luật và kinh tế tại Đại học Wrocław; nhà báo, người bảo vệ nhân dân Ba Lan, thủ lĩnh của Cuộc nổi dậy Silesia; thành viên Quốc hội và thượng nghị sĩ của Cộng hòa Ba Lan.

Năm 1901, Korfanty trở thành tổng biên tập của tờ báo tiếng Ba Lan Górnoslązak (Thượng Silesia). Tại đây, ông thường đưa ra những lời kêu gọi ý thức dân tộc của cộng đồng nói tiếng Ba Lan trong khu vực.
Korfanty được bầu vào Hạ viện Đế quốc Đức vào năm 1903  và vào Hạ viện nước Phổ vào năm 1904, nơi ông đại diện cho "vòng tròn Ba Lan" độc lập (Polskie koło). Đây là một sự khác biệt đáng kể so với truyền thống, vì người Ba Lan thiểu số ở Đức cho đến nay chủ yếu ủng hộ Đảng Trung dung bảo thủ, đảng đại diện cho cộng đồng Công giáo lớn ở Đức, vốn bị lép vế hơn trong Hạ viện do Tin lành thống trị. Tuy nhiên, khi Đảng này từ chối ủng hộ các quyền lợi của cộng đồng Ba Lan thiểu số (ngoài quyền của những người theo Công giáo), người Ba Lan đã tách ra và tìm kiếm sự bảo vệ ở nơi khác. Trong một bài báo có tựa đề Precz z Centrum ("Từ bỏ Đảng Trung dung", 1901), Korfanty đã kêu gọi cộng đồng thiểu số nói tiếng Ba Lan theo Công giáo ở Đức vượt qua sự thờ ơ chính trị và chuyển sự ủng hộ của họ từ chủ nghĩa Công giáo siêu quốc gia sang chủ nghĩa vì dân tộc Ba Lan. Tuy nhiên, Korfanty vẫn còn niềm tin vào Đảng Dân chủ Cơ đốc và sau khi quay trở lại chính trường Ba Lan, ông đã tham gia vào Đảng này.

## Khôi phục Ba Lan
Trong Chiến tranh thế giới thứ nhất, vào năm 1916, Đế quốc Đức và Đế quốc Áo-Hung đã tuyên bố chủ quyền của Vương quốc Ba Lan, sau đó được thay thế bởi quốc gia Ba Lan độc lập vào năm 1918. Trong một bài phát biểu tại Reichstag (Hạ viện) vào ngày 25 tháng 10 năm 1918, Korfanty đã yêu cầu để cho các tỉnh của Tây Phổ (bao gồm cả Ermeland (Warmia)) và thành phố Danzig (Gdańsk), tỉnh Posen, và một số tỉnh của Đông Phổ (Masuria) và Silesia (Silesia Thượng) được sát nhập vào quốc gia Ba Lan.
Sau chiến tranh, trong Cuộc nổi dậy vĩ đại của Ba Lan, Korfanty trở thành thành viên của Naczelna Rada Ludowa (Hội đồng Nhân dân Tối cao) của Poznań và là thành viên của Quốc hội lâm thời Ba Lan. Ông cũng là người đứng đầu ủy ban bầu cử của Ba Lan ở Thượng Silesia. Ông là một trong những nhà lãnh đạo của Cuộc nổi dậy Silesian lần thứ hai vào năm 1920 và Cuộc nổi dậy Silesia lần thứ ba vào năm 1921. Đây là những cuộc nổi dậy của người Ba Lan nhằm chống lại sự cai trị của Đức ở Thượng Silesia. Nhà cầm quyền Đức tại đây sau đó đã bị Hội Quốc Liên buộc phải rời bỏ vị trí. Ba Lan sau được Liên đoàn các quốc gia phân bổ khoảng một nửa dân số và các khu khai thác có giá trị của Thượng Silesia và cuối cùng nơi đây được trở thành một phần của Ba Lan. Vì đóng vai trò quan trọng trong cuộc nổi dậy, Korfanty bị người Đức buộc tội tổ chức khủng bố nhằm vào dân thường người Đức ở Thượng Silesia. Các tờ báo tuyên truyền của Đức cũng được dịp "bôi xấu" ông về việc ông đã ra lệnh sát hại chính trị gia Silesia Theofil Kupka.

## Hoạt động tại chính trường Ba Lan
Korfanty là thành viên của Hạ viện Ba Lan từ năm 1922 đến năm 1930 và trong Nghị viện Silesia (1922–1935), nơi ông đại diện cho quan điểm Dân chủ Cơ đốc giáo. Ông phản đối quyền tự trị của Silesian Voivodship vì ông coi đây là trở ngại cho sự tái hòa nhập của khu vực này vào Ba Lan. Ông bảo vệ quyền lợi của công đồng dân tộc Đức thiểu số ở Thượng Silesia vì ông tin rằng sự thịnh vượng của các nhóm thiểu số sẽ mang lại sự thịnh vượng cho toàn xã hội.
Ông có thời gian ngắn làm phó thủ tướng trong chính phủ của ông Wincenty Witos (từ tháng 10 đến tháng 12 năm 1923). Từ năm 1924, ông tham gia hoạt động báo chí với tư cách là tổng biên tập của tờ Rzeczpospolita (Cộng hòa) và tờ Polonia. Ông phản đối Cuộc đảo chính tháng 5 của Józef Piłsudski và việc thành lập Sanacja sau đó. Năm 1930, Korfanty bị bắt và bị giam giữ tại pháo đài Brest-Litovskcùng với các nhà lãnh đạo khác của Centrolew, một liên minh của các đảng cánh tả và trung dung đối lập với chính phủ cầm quyền.

## Lưu đày
Năm 1935, ông bị buộc phải rời Ba Lan và di cư đến Tiệp Khắc, từ đó ông tham gia vào nhóm Mặt trận Morges, một lực lượng trung hữu do Ignacy Paderewski và Władysław Sikorski thành lập. Sau khi Đức xâm lược Tiệp Khắc, Korfanty chuyển đến sống ở Pháp. Ông quay trở lại Ba Lan vào tháng 4 năm 1939, sau khi Đức Quốc xã hủy bỏ hiệp ước không xâm lược Ba Lan-Đức năm 1934, với hy vọng rằng sự chia rẽ chính trị bên trong Ba Lan sẽ được giải quyết để tất cả cùng đối phó với mối đe dọa mới đối với nền độc lập của quốc gia này. Tuy nhiên, ông bị bắt ngay khi quay về nước. Vào tháng 8, ông được thả ra tù do sức khỏe yếu và qua đời ngay sau đó, chỉ hai tuần trước khi Thế chiến II bắt đầu với cuộc xâm lược Ba Lan của người Đức. Mặc dù nguyên nhân cái chết của ông vẫn chưa được làm rõ, nhiều người cho rằng sự đối xử mà ông nhận được trong tù có thể đã khiến sức khỏe của ông xấu đi.

## Di sản
Sau năm 1945, những người theo chủ nghĩa cộng sản ở Ba Lan đã tìm cách khôi phục lại danh tiếng của Korfanty như một người anh hùng và người bảo vệ cho nền độc lập của Ba Lan. Ông sau đó đã được tôn vinh như một anh hùng dân tộc vì cuộc chiến bảo vệ người Ba Lan khỏi bị phân biệt đối xử ở Thượng Silesia và vì những nỗ lực của trong việc cố gắng đưa cộng đồng người Ba Lan ở Silesia gia nhập Ba Lan.
Ngày nay, nhiều đường phố, địa điểm và tổ chức được đặt theo tên của ông. Khi Opole Silesia trở thành một phần của Ba Lan vào năm 1945, thị trấn Friedland ở Oberschlesien, thuộc Thượng Silesia của Đức, đã được đổi tên thành Korfantów để vinh danh ông.

## Sách tham khảo
- Sigmund Karski: Albert (Wojciech) Korfanty. Tiểu sử Eine. Dülmen 1990.ISBN 3-87466-118-0ISBN 3-87466-118-0
- Marian Orzechowski: Wojciech Korfanty. Breslau 1975.